# Гвозданско (замък)
Гвозданско (на хърватски: Gvozdansko) е средновековен замък в хърватското село Гвозданско в Централна Хърватия, Сисашко-мославска жупания.

## История
Замъкът е построен през XV век от аристократичния хърватски род Зрински. През следващия век Гвозданско е стратегически важен отбранителен пункт срещу османското нашествие от изток. В продължение на шест години между 1571 и 1577 г. османците извършват четири неуспешни нападения над тази крепост, разполагаща с едва триста защитници (от които 50 войници на Зрински и 250 селяни, жени и деца). На 20 октомври 1577 г. нашествениците превземат крепостта Зрин, родното място на рода Зрински, и Гвозданско остава единствената преграда на пътя на османците към вътрешността на Хърватия и по-нататък към Европа. Поредната пета обсада на крепостта този път започва на 3 октомври 1577 г. и изненадващо за турците се проточва три месеца. Чак на 13 януари 1578 г. 10-хилядната османска войска успява да завладее крепостта, чиито защитници нямат никаква връзка със свободните все още хърватски земи и съответно не получават в помощ провизии и подкрепления на хора. Главнокомандващият турската армия Ферхад паша е толкова поразен от изтощените от липсата на вода, храна, боеприпаси и дърва за огрев, но така и не загубили духа си защитници на замъка, които всичките лежали мъртви по местата си зад стените на укрупленията, предпочели да умрат, но да не се предадат, че нарежда да се намери католически свещеник, който да отслужи литургия според християнския обичай и мъртвите да бъдат погребани с воински почести.
За геройската отбрана на замъка хърватският писател и политик Анте Тресич Павичич през 1937—1940 г. създава стихотворен епос.